# Anomala barbellata
Anomala barbellata är en skalbaggsart som beskrevs av Lin 1996. Anomala barbellata ingår i släktet Anomala och familjen Rutelidae. Inga underarter finns listade i Catalogue of Life.